# Scottish Professional Championship
Scottish Professional Championship – profesjonalny, nierankingowy turniej snookera. Pierwszy raz zawody te odbywały się w latach 40. i 50. XX wieku, a w latach 80. stały się jednymi z krajowych mistrzostw zawodowych. Jednorazowa nowa edycja miała miejsce w 2011 roku. Harry Stokes jest rekordzistą z czterema tytułami, natomiast John Rea zaliczył maksymalny break w edycji z 1989 roku.

## Historia
Już w latach 40. i 50. XX wieku odbyło się kilka edycji Scottish Professional Championship. Zwykle brało w nich udział niewielu graczy i często byli to amatorzy. Szkot Walter Donaldson, który w tym okresie dwukrotnie zdobył tytuł mistrza świata w zawodowym snookerze, nigdy nie wziął udziału w zawodach. Grano w formacie pucharowym, turnieje odbywały się głównie w Edynburgu, czasami także w Glasgow. W latach 1980–1983 rozegrano pierwsze cztery edycje które odbyły się  w różnych miejscach w Szkocji. Harry Stokes wygrał turniej cztery razy a raz dotarł do finału.
Turniej reaktywowano w 1980, kiedy to po latach przerwy niektórzy Szkoci stopniowo zaczęli ponownie grać zawodowo. Początkowo w turnieju brało udział tylko dwóch uczestników, ale wkrótce przekształcił się w regularny turniej z udziałem około ośmiu osób na edycję, odbywający się w różnych miejscach w Szkocji. Tylko raz, w 1984 r., odbył się turniej, w którym wzięło udział zaledwie dwóch uczestników. Bert Demarco odegrał kluczową rolę w tym rozwoju. Po 1980 roku wziął turniej pod swoje skrzydła jako promotor, ale także okazjonalnie brał udział jako zawodnik. W latach 1985–1989 turniej był także dotowany przez World Professional Billiards & Snooker Association, organizację zarządzającą światowym turniejem, kwotą 1000 funtów na uczestnika. Murdo MacLeod i Stephen Hendry to dwaj zawodnicy, którym udało się zdobyć trzy tytuły, a Eddie Sinclair wygrał kolejne dwa. Podczas edycji z 1989 roku John Rea zaliczył maksymalnego breaka, co było zaledwie siódmym oficjalnie uznanym breakiem 147 w historii. Pomimo tego szczytowego osiągnięcia, turniej przerwano po tej edycji, głównie z powodu wygaśnięcia dotacji WPBSA.
Po 22 latach turniej odbył się po raz drugi. Oprócz wszystkich szkockich graczy zawodowych, tym razem możliwość wzięcia udziału w turnieju otrzymali również niektórzy szkoccy amatorzy. Ostatecznie zwyciężył mistrz świata John Higgins. Była to jednak jedyna reedycja, po której turniej przerwano.

## Zwycięzcy
| Rok                                                | Miejsce                                            | Zwycięzca                                          | Przeciwnik                                         | Wynik                                              | Sponsor                                            | Sezon                                              |
| Scottish Professional Championship – nierankingowy | Scottish Professional Championship – nierankingowy | Scottish Professional Championship – nierankingowy | Scottish Professional Championship – nierankingowy | Scottish Professional Championship – nierankingowy | Scottish Professional Championship – nierankingowy | Scottish Professional Championship – nierankingowy |
| -------------------------------------------------- | -------------------------------------------------- | -------------------------------------------------- | -------------------------------------------------- | -------------------------------------------------- | -------------------------------------------------- | -------------------------------------------------- |
| marzec 1946                                        | Edynburg – BA&CC Match Hall                        | R. C. T. Martin                                    | James O’Brien                                      | 4:2                                                | –                                                  | –                                                  |
| grudzień 1946                                      | Edynburg – BA&CC Match Hall                        | R. C. T. Martin                                    | Joe Camp                                           | 4:0                                                | –                                                  | –                                                  |
| 1948                                               | Edynburg – BA&CC Match Hall                        | Willie Newman                                      | R. C. T. Martin                                    | 6:2                                                | –                                                  | –                                                  |
| 1949                                               | Edynburg                                           | Harry Stokes                                       | Willie Newman                                      | 11:4                                               | –                                                  | –                                                  |
| 1951                                               | Edynburg – Nile Rooms                              | Eddie Brown                                        | Harry Stokes                                       | 11:9                                               | –                                                  | –                                                  |
| 1952                                               | Edynburg                                           | Harry Stokes                                       | Eddie Brown                                        | 11:4                                               | –                                                  | –                                                  |
| 1953                                               | Glasgow – Union Club                               | Harry Stokes                                       | Eddie Brown                                        | 11:8                                               | –                                                  | –                                                  |
| 1954                                               | nieznane                                           | Harry Stokes                                       | R. C. T. Martin                                    | 11:5                                               | –                                                  | –                                                  |
| 1980                                               | Cumbernauld – Cumbernauld Theatre                  | Eddie Sinclair                                     | Chris Ross                                         | 11:6                                               | –                                                  | 1979/1980                                          |
| 1981                                               | Cumbernauld – Cumbernauld Theatre                  | Ian Black                                          | Matt Gibson                                        | 11:7                                               | –                                                  | 1980/1981                                          |
| 1982                                               | Dunfermline – Glen Pavillon                        | Eddie Sinclair                                     | Ian Black                                          | 11:7                                               | Tartan Bitter, Daily Record                        | 1981/1982                                          |
| 1983                                               | Glasgow – University of Glasgow                    | Murdo MacLeod                                      | Eddie Sinclair                                     | 11:9                                               | –                                                  | 1983/1984                                          |
| 1984                                               | nieznane                                           | Murdo MacLeod                                      | Eddie Sinclair                                     | 8:7                                                | –                                                  | 1983/1984                                          |
| 1985                                               | Edynburg – Marco’s Leisure Centre                  | Murdo MacLeod                                      | Eddie Sinclair                                     | 10:2                                               | –                                                  | 1984/1985                                          |
| 1986                                               | Edynburg – Marco’s Leisure Centre                  | Stephen Hendry                                     | Matt Gibson                                        | 10:5                                               | Canada Dry                                         | 1985/1986                                          |
| 1987                                               | Glasgow – Steve Davis Club                         | Stephen Hendry                                     | Jim Donnelly                                       | 10:7                                               | People’s Cars                                      | 1986/1987                                          |
| 1988                                               | Edynburg – Marco’s Leisure Centre                  | Stephen Hendry                                     | Murdo MacLeod                                      | 10:4                                               | Swish                                              | 1987/1988                                          |
| 1989                                               | Edynburg – Marco’s Leisure Centre                  | John Rea                                           | Murdo MacLeod                                      | 9:7                                                | –                                                  | 1988/1989                                          |
| 2011                                               | Clydebank – Lucky Break Snooker Club               | John Higgins                                       | Anthony McGill                                     | 6:1                                                | –                                                  | 2010/2011                                          |